# Brigitte Oertli
Brigitte Oertli (Egg, 10 de junio de 1962) es una deportista suiza que compitió en esquí alpino.
Participó en dos Juegos Olímpicos de Invierno, en los años Sarajevo 1984 y 1988, obteniendo dos medallas de plata en Calgary 1988, en las pruebas de descenso y combinada.
Ganó una medalla de bronce en el Campeonato Mundial de Esquí Alpino de 1989, en la prueba combinada. En la Copa del Mundo consiguió nueve victorias y 31 podios en total.

## Palmarés internacional
| Juegos Olímpicos   | Juegos Olímpicos      | Juegos Olímpicos  | Juegos Olímpicos |
| Año                | Lugar                 | Medalla           | Prueba           |
| ------------------ | --------------------- | ----------------- | ---------------- |
| 1988               | Calgary (Canadá)      | Medalla de plata  | Descenso         |
| 1988               | Calgary (Canadá)      | Medalla de plata  | Combinada        |
| Campeonato Mundial |                       |                   |                  |
| Año                | Lugar                 | Medalla           | Prueba           |
| 1989               | Vail (Estados Unidos) | Medalla de bronce | Combinada        |